# Meng-p'o (macula)

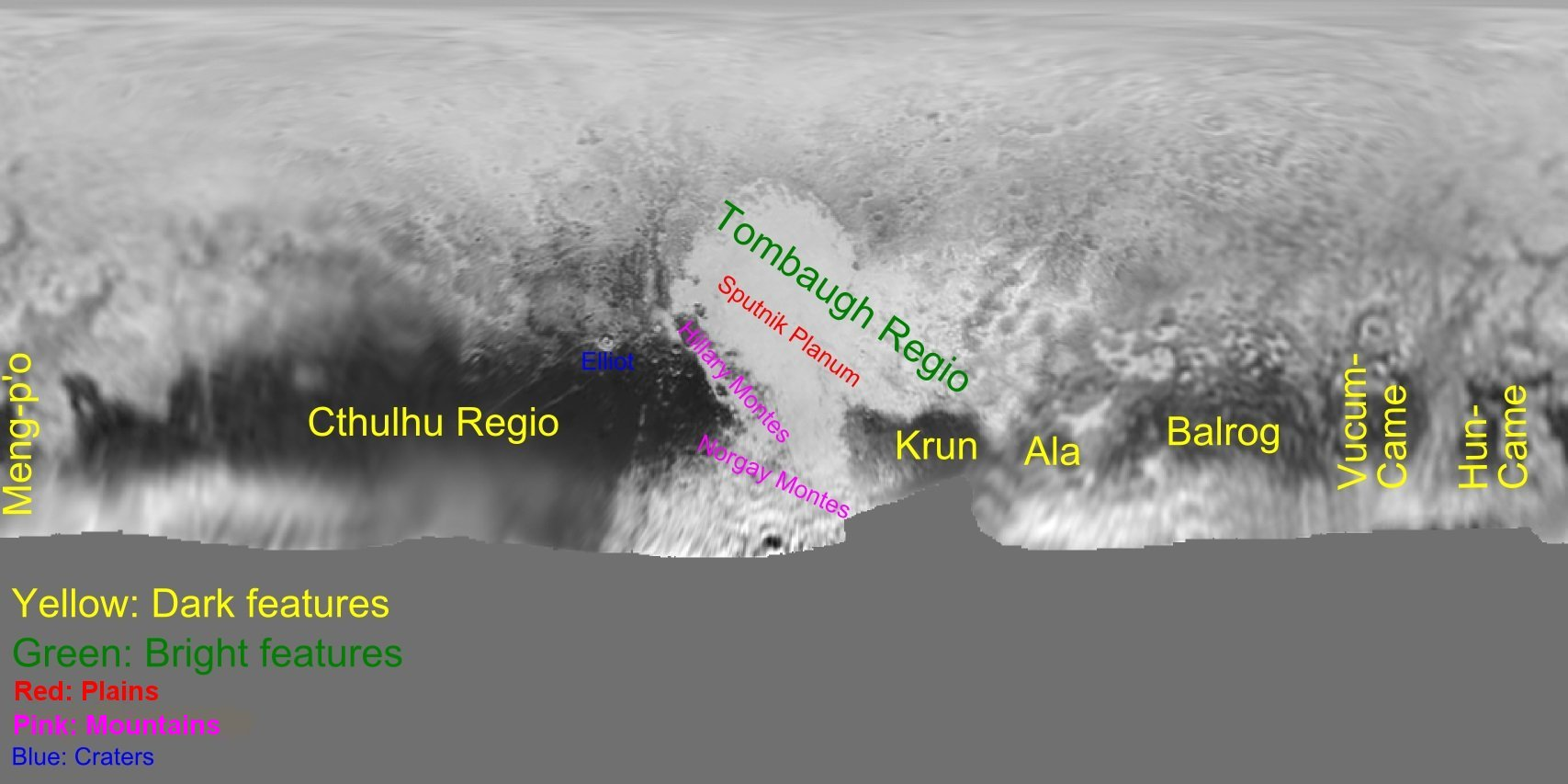
Cthulhu et le « poing américain » à la surface de Pluton. Meng-p'o est à l'ouest de Cthulhu et à l'est de Hun-Came.

Meng-p'o est l'une des maculae de la région du « poing américain », une série de taches équatoriales avec un faible albédo, apparaissant donc sombres, sur la planète naine Pluton. Elle se situe sur le méridien zéro, directement sous la lune Charon en rotation synchrone avec Pluton, et à l'ouest de la région Cthulhu.
Elle est nommée d'après Meng Po, Dame de l'oubli dans la mythologie chinoise, située dans le royaume des morts,.